# 通度寺
通度寺（つうどじ、トンドサ、통도사）は、大韓民国慶尚南道梁山市の洛東江と日本海を挟んで聳える霊鷲山（영축산、ヨンチュクサン）の南麓にある韓国仏教の最大宗派である曹渓宗（大韓仏教曹渓宗）の第15教区本寺。三宝寺院や五大叢林（霊鷲叢林）として韓国仏教における最高の修行道場であり、開山大祭、華厳山林法会、テンプルステイなど様々な布教活動を行っている。
2018年6月30日に山寺、韓国の山地僧院としてユネスコの世界文化遺産に登録された。

## 沿革
新羅の僧である慈蔵が唐で仏法修行して帰国した後、646年に善徳女王の命令により創建したと『三国遺事』は伝える。慈蔵は唐からの帰国の際に仏舎利と袈裟を持ち帰り、仏舎利を戒壇に納めたと伝えられている。
創建時の宗派は戒律宗（南山宗）であった。仏舎利が安置されていることから、「仏宝寺刹」とも呼ばれる。なお、仏舎利は戒壇に納められているが、本堂（大雄殿）の仏壇には仏像がない。後方の窓を通じ、仏舎利が納められている戒壇を拝む配置になっている。
李氏朝鮮の時代、太宗による1407年（太宗7年）の仏教弾圧の際、存続を許された88寺院の中に曹渓宗の梁州通度寺という名前がある。しかし世宗による1424年（世宗6年）の仏教弾圧の際、存続を許された36寺院の中に名前がなく、廃寺になったようである（朝鮮の仏教#李氏朝鮮時代の仏教弾圧）。
その後、復興したが、文禄・慶長の役の際に焼失した。松雲大師によって1603年（宣祖36年）に再建され、友雲によって1641年（仁祖19年）に再建された。
日本統治時代の1911年、寺刹令施行規則（7月8日付）によって、朝鮮三十本山に指定された（1924年以降は朝鮮三十一本山）。

## 境内
通度寺の伽藍配置は金剛戒壇を頂点として東に緩やかに傾斜している地形に沿って、下炉殿・中炉殿・上炉殿の三つの領域を構成している。

### 【下炉殿】

#### 一柱門
中心の柱が一直線上に一列になっており、また仏の世界に入る最初の門である。「霊鷲山 通度寺」の額の文字は興宣大院君の親筆であり、左右の柱に書かれた「佛之宗家 國之大刹」は書芸家である海岡・金圭鎮の書体である。

#### 天王門
寺刹の守護を司る木製の四天王像が奉安されている門。

#### 霊山殿
下炉殿の中心建造物で、内部に釈迦牟尼仏と釈迦如来の生涯における八つの大きな出来事を描いた八相幀書(八相図)が奉安されている。また壁の内部には多宝塔と雲龍図が描かれているが、韓国の宝物第1711号に指定されている。

#### 極楽寶殿
天王門を潜って最初に直面する堂宇で西方極楽浄土の阿弥陀仏と、その左右に脇侍の観世音菩薩と勢至菩薩が奉安されている。

#### 梵鐘樓
二階建ての建物で、下の階に梵鐘があり、上の階には大きな太鼓がある。

#### 三層石塔
二重基壇の上に三層の塔身を載せた石塔で、塔身部は塔身石と屋蓋石がそれぞれ一つの石で組まれており、軒下斗形は各層が四段づつである。基壇部の眼象と石塔の様式から見て新羅末期か高麗初期の塔と推定される。

#### 薬師殿
正面三間・側面一間の多包式切妻屋敷の建物で、中では衆生の病患を救済する薬師如来が奉安されている。

#### 虎血石
應眞殿の側と極楽寶殿の側にある若干突き出た平らな石である。山菜取りの娘と白雲庵の若い僧侶との哀切な恋物語が伝わっている。

#### 宗務所
曹渓宗の通度寺における宗務所である。

### 【中炉殿】

#### 不二門
不二の意味は、二つの相対するものは、実は二つに区別され、対立するわけではないこと。絶対平等であること。自分と他人との区別や分別から離れることを意味する。一人の大工が金属を使わずに、一本の斧で建てたと伝わる。

#### 観音殿
正面三間・側面三間の柱心包式入母屋造の建物で、慈悲の象徴である観世音菩薩坐像が奉安されている。観世音菩薩が手に持つ蓮の花は、衆生が本来持っている仏性を象徴している。

#### 奉鉢塔
仏家では僧侶が弟子に法を伝える伝法の証としては偈頌を作ってくれたり袈裟や鉢盂を度する。釈迦の衣鉢を56億7千万年後に出現する龍華殿の本尊である弥勒仏が引き継ぐという意味が込められている。

#### 開山祖堂と海蔵寶閣
開山祖堂は海蔵寶閣の祖師門として海蔵寶閣には慈蔵律師の真影が奉安されている。

#### 大光明殿
多包式入母屋造の建物で、正面五間・側面三間となっている。法身である毘盧遮那仏を光明遍照とも言うが、毘盧遮那仏を奉安した殿閣を大光明殿または大寂光殿と言う。

#### 龍華殿
正面三間・側面三間の切妻屋根の仏堂で、56億7千万年後に龍華樹のもとで成仏するという弥勒仏の2mの坐像が奉安されている。

### 【上炉殿】

#### 大雄殿
16世紀末の文禄・慶長の役で焼失し、1645年(仁祖23年)に友雲という僧によって再建され現在の姿となった。正面の南側には金剛戒壇、東側には大雄殿、西側には大方廣殿、北側には寂滅寶宮と、それぞれ異なった扁額が掲げられている。金剛戒壇仏舎利塔に釈迦の身骨である舎利を奉安していることから大雄殿の中には仏像を奉安せず代わりに精巧で華麗な仏壇を造成して荘厳にしている。

#### 金剛戒壇仏舎利塔
大雄殿の後方に通度寺の中心となっている金剛戒壇仏舎利塔がある。慈蔵律師が唐から持ち帰った釈迦の頂骨舎利が奉安されている。これにより通度寺が仏法寺刹の称号を得た。

#### 世尊碑閣(釈迦如来霊骨舎利浮屠碑)
金剛戒壇築台のすぐ下にあり、寂滅寶宮の由来を書いた石碑が建てられている。

#### 冥府殿
地蔵殿とも呼ばれる多包式入母屋造の建物である。仏堂の中には地蔵菩薩を奉安し左右には各々五尊の十王幀を奉安している。

#### 九龍池
九龍神池とも呼ばれる通度寺の創建説話がある小さな池である。池を渡る橋の石柱には「天蔵秘界慈蔵得是亦文殊付囑來」と刻まれている。

#### 應眞殿
柱心包式切妻屋根の建物である。羅漢殿とも呼ばれ、仏堂の中央には繊細に造成された釈迦如来坐像と左右に弥勒菩薩と(堤和竭羅菩薩(堤華竭羅菩薩)が奉安されている。

## 文化財
通度寺は高麗時代に造成された多くの石造物を有することも特徴となっている。
- 梁山通度寺大雄殿および金剛戒壇（大韓民国指定国宝第290号）
- 奉鉢塔
- 国長生石標

## 通度寺聖寶博物館
文化財3万点を所蔵している。また仏教絵画専門博物館として大型掛仏を常時展示している。そのほかとして仏画・丹青・書刻・刺繍・篆刻など実技中心の文化講座を開設している。
- (観覧時間)AM9:30～PM17:00
- (定休日)毎週月曜日、韓国の正月、秋夕(旧暦8月15日)

## 通度寺テンプルステイ
- (プログラム)

寺院礼節・蓮華燈作り・参禅・僧侶との茶談・念珠作り・鉢盂供養(食事)・百八拜・礼仏・四物体験・宝宮瞑想・歩き瞑想・庵寺(塔頭)巡り・道場鬱力(大勢が力を合わせて行う作業)・ユネスコ世界文化遺産探訪など。

## 境外塔頭
- 極楽菴
  - 壽世殿
  - 説法殿
  - 三笑窟
- 毘盧庵
  - 如是門
  - 北極殿
- 安養菴
- 寶陀菴
- 修道菴
- 四溟菴
- 瑞雲菴
- 白蓮菴
- 玉蓮菴
- 慈蔵菴
- 西鷲菴
- 金水菴

## 年中行事
- 菩薩受戒山林　(旧暦3月5日～7日)
- 釈迦生誕日の奉祝文化祝祭　(旧暦4月8日)
- 開山文化大祭及び浮屠献茶礼　(旧暦9月9日)
- 通度寺華厳山林法会　(旧暦11月)

## アクセス
釜山都市鉄道1号線の老圃駅で下車。老圃駅に併設している釜山総合高速バスターミナルから통도사行きで終点まで。下車後に西方向に徒歩約10分で山門に至る。